# Emmi Caffè Latte Beachtour
Die Emmi Caffè Latte Beachtour, zuvor Coop Beachtour, ist die höchste nationale Turnierkategorie (A1-Tour) des Schweizer Volleyballverbands Swiss Volley im Beachvolleyball. Das Finale um die Schweizermeisterschaft in Bern bildet den Abschluss der Beachtour.

## Ablauf
An den Turnieren der Beachtour nehmen pro Geschlecht neun Teams teil. Dabei sind jeweils die fünf besten Duos des Swiss Beach Ranking direkt im Hauptfeld gesetzt. Die Teams auf den Ranglistenplätzen sechs und sieben spielen vor Ort in einem Qualifikationsspiel um einen weiteren Startplatz. Die verbleibenden zwei Plätze im Hauptfeld werden über Wildcards an Nachwuchsspieler oder ausländische Teilnehmer vergeben.
Die Spiele im Hauptfeld werden nach dem System Double-Elimination ausgetragen.

## Übersicht der Turniere
| Jahr | Spielorte                                           | Spielorte                                           | Spielorte                                           | Spielorte                                           | Spielorte                                           | Spielorte                                           |
| ---- | --------------------------------------------------- | --------------------------------------------------- | --------------------------------------------------- | --------------------------------------------------- | --------------------------------------------------- | --------------------------------------------------- |
| 2024 | Zürich                                              | St. Gallen                                          | Basel                                               | Luzern                                              | Bern                                                |                                                     |
| 2023 | Locarno                                             | Zürich                                              | Luzern                                              | Rorschach                                           | Bern                                                |                                                     |
| 2022 | Genf                                                | Locarno                                             | Kloten                                              | Rorschach                                           | Bern                                                |                                                     |
| 2021 | Locarno                                             | Kloten                                              | Basel                                               | Olten                                               | Genf                                                | Rorschach                                           |
| 2020 | abgesagt wegen der COVID-19-Pandemie in der Schweiz | abgesagt wegen der COVID-19-Pandemie in der Schweiz | abgesagt wegen der COVID-19-Pandemie in der Schweiz | abgesagt wegen der COVID-19-Pandemie in der Schweiz | abgesagt wegen der COVID-19-Pandemie in der Schweiz | abgesagt wegen der COVID-19-Pandemie in der Schweiz |
| 2019 | Genf                                                | Locarno                                             | Olten                                               | Zürich                                              | Basel                                               | Rorschach                                           |
| 2018 | Zürich                                              | Genf                                                | Olten                                               | Locarno                                             | Basel                                               | Rorschach                                           |
| 2017 | Zürich                                              | Genf                                                | Locarno                                             | Olten                                               | Basel                                               | Rorschach                                           |
| 2016 | Zürich                                              | Locarno                                             | Olten                                               | Genf                                                | Basel                                               | Rorschach                                           |
| 2015 | Zürich                                              | Locarno                                             | Olten                                               | Genf                                                | Basel                                               | Rorschach                                           |
| 2014 | Zürich                                              | Basel                                               | Locarno                                             | Olten                                               | Genf                                                | Rorschach                                           |
| 2013 | Zürich                                              | Locarno                                             | Genf                                                | Basel                                               | Olten                                               | Rorschach                                           |